# Modul pružnosti
Modul pružnosti je charakteristikou materiálu používanou při studiu pružnosti. Podle způsobu namáhání (zatížení) materiálu se rozlišuje:
- modul pružnosti v tahu (tzv. Youngův modul)
- modul pružnosti ve smyku
- modul objemové pružnosti